# Étienne Pascal
Pour les articles homonymes, voir Pascal.
Étienne Pascal (3 mai 1588 à Clermont, aujourd'hui Clermont-Ferrand - 24 septembre 1651 à Paris) est un gentilhomme français.
Conseiller du roi pour l'élection de Basse-Auvergne, puis second président à la Cour des aides de Montferrand et enfin, après une période de disgrâce, premier président à la Cour des aides de Normandie, il fut un membre actif de l'académie du Père Mersenne.
Il est le père du philosophe et mathématicien Blaise Pascal.

## Biographie

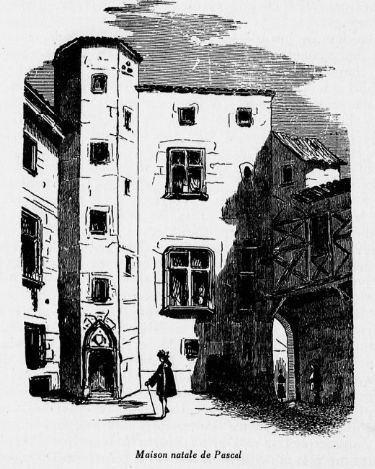
Maison de la famille Pascal à Clermont-Ferrand. L'emplacement actuel correspond au point de rencontre entre la place de la Victoire et la place Edmond Lemaigre

Fils de Martin Pascal de Mons, trésorier du roi, il fait ses études à la Sorbonne de 1608 à 1610, puis acquiert la charge de conseiller du roi pour l'élection de Basse-Auvergne. Il épouse vers la fin de 1616 ou janvier 1617 Antoinette Bégon (1596-1626), fille d'un collègue du Parlement d'Auvergne, dont il a quatre enfants : Antonia (1617), Gilberte (1620-1687), Blaise (1623-1662) et Jacqueline (1625-1661).
En 1624, il acquiert la charge de second président à la Cour des aides de Montferrand et, à la mort de sa femme, entreprend d'éduquer seul ses enfants. Après l'échec de sa candidature au poste de premier président de la cour des aides en 1631, il décide de déménager avec sa famille à Paris, où il pourra donner libre cours à sa passion pour les sciences.  
En 1633, il vend sa maison de Clermont et fait des emprunts. L'année suivante, il vend sa charge de second président de la Cour des aides à son frère Blaise. 
À Paris, il fréquente le cercle du Père Mersenne, qui se réunit place royale (l'actuelle place des Vosges). Il est également l'ami du poète libertin Jacques Le Pailleur. Pour s'assurer une rente, Étienne Pascal place le produit de la vente de sa charge sur les rentes de l'Hôtel de ville de Paris (équivalent à l'époque aux bons du Trésor) et normalement garantis par le roi. 

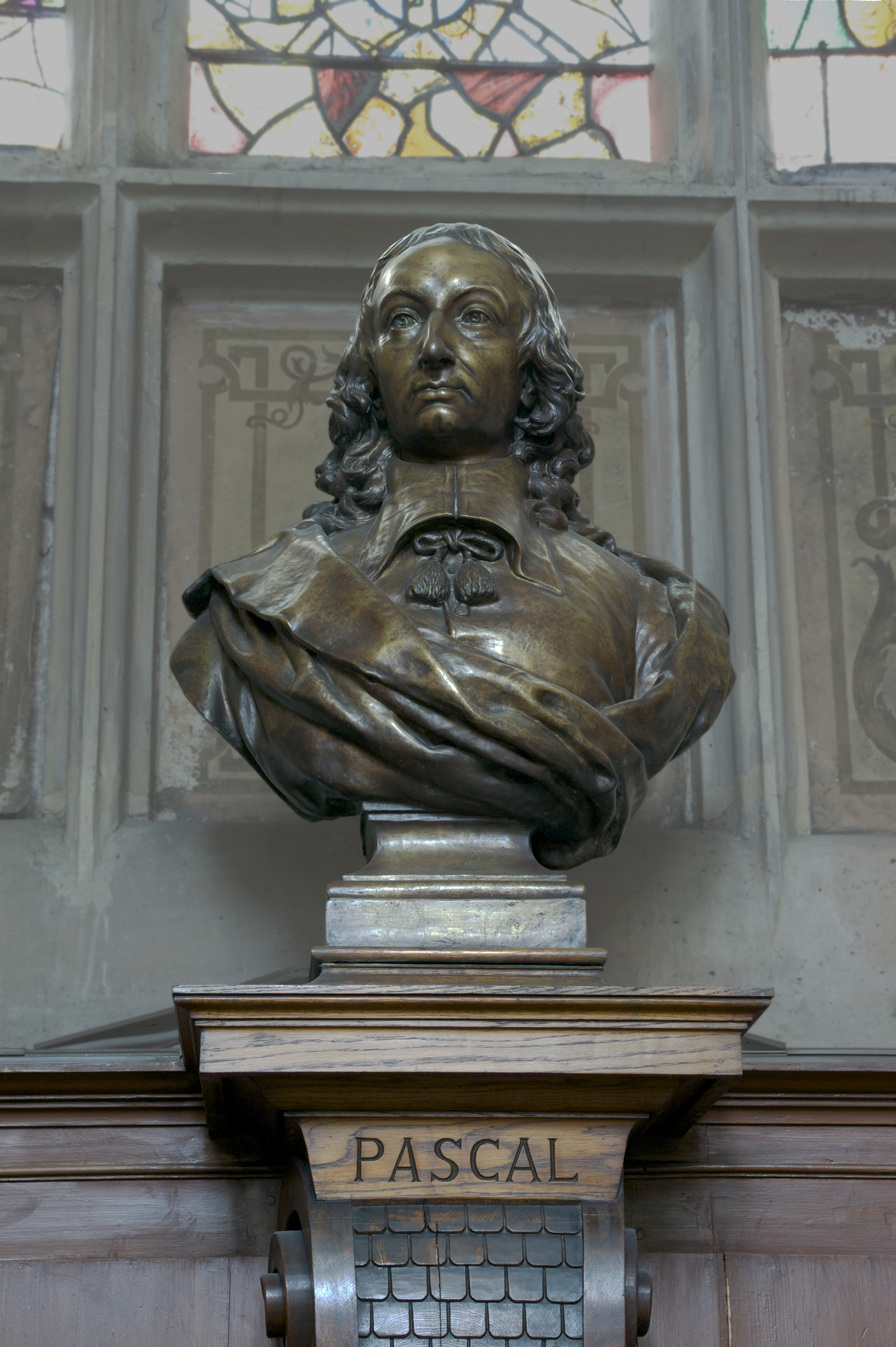
Buste de Blaise Pascal, fils d'Étienne Pascal.

Mais en 1638, le chancelier Séguier, constatant le coût des guerres, doit surseoir au paiement des intérêts. Cette décision provoque une protestation des créanciers le 25 mars rue Saint Antoine, devant l’hôtel Séguier. Étienne Pascal, qui a été identifié parmi les meneurs, est contraint de se cacher en Auvergne, et ce n'est qu'à la suite d'un compliment adressé par sa fille Jacqueline à Richelieu qu'il rentre en grâce. En janvier 1640, il est nommé à Rouen en tant que commissaire du roi pour la levée des tailles. Il exercera cette fonction jusqu'à sa suppression, demandée par le Parlement au début de la Fronde, en mai 1648. 
Il s'installe rue de Touraine à Paris en octobre 1648 mais il est avec Jacqueline et Blaise à Clermont de mai 1649 à septembre 1650. Il meurt à Paris le 24 septembre 1651. 
La passion d'Étienne Pascal pour les sciences était bien connue à Paris. Ami de Roberval, il proposa l'étude d'une courbe dérivée du cercle, le limaçon. Il fut chargé par Richelieu, avec Pierre Hérigone et Claude Mydorge, d'établir si la méthode de détermination des longitudes proposée par Morin à partir des phases de la Lune était praticable et devait être récompensée.

## Hommage posthume
- Le limaçon de Pascal, nommé ainsi par Roberval